# Campeonato Argentino de Rugby 1949
El Campeonato Argentino de Rugby de 1949 fue la quinta edición del torneo de equipos regionales organizado por la Unión de Rugby del Río de la Plata (actual Unión Argentina de Rugby). El torneo fue disputado íntegramente en las instalaciones del Club Atlético San Isidro en Buenos Aires entre el 17 y 31 de julio de 1949.
Al igual que en la temporada anterior, el torneo se disputó en julio debido a la visita de un seleccionado internacional: la Gira de Francia de 1949 fue la primera visita de un seleccionado nacional mayor de nivel internacional, el cual llegó en ocasión del 50.º aniversario de la Unión de Rugby del Río de la Plata.
El seleccionado de Provincia consiguió su cuarto campeonato al derrotar 16-12 a Capital en la final. Como preliminar al encuentro, se disputó un partido entre un combinado de La Plata y la Unión de Rugby del Litoral.

## Equipos participantes
Participaron de esta edición seis equipos: dos seleccionados de la Unión de Rugby del Río de la Plata y cuatro invitados. 
| Equipo                | Unión                              |
| --------------------- | ---------------------------------- |
| Capital               | Unión de Rugby del Río de la Plata |
| Cuyo                  | Unión de Rugby de Cuyo             |
| Estudiantes de Paraná | Club                               |
| Litoral               | Unión de Rugby del Litoral         |
| Norte                 | Unión de Rugby del Norte           |
| Provincia             | Unión de Rugby del Río de la Plata |

Los cuatro equipos invitados fueron los seleccionados de tres uniones provinciales y un club de Entre Ríos.

## Partidos
|  | Primera Fase | Primera Fase | Primera Fase         |                      |           | Semifinales | Semifinales | Semifinales |    |  | Final       | Final       | Final       |  |
|  | 17 de julio  | 17 de julio  | 17 de julio          |                      |           | 24 de julio | 24 de julio | 24 de julio |    |  | 31 de julio | 31 de julio | 31 de julio |  |
|  |              |              |                      |                      |           |             |             |             |    |  |             |             |             |  |
|  |              |              |                      |                      |           |             |             |             |    |  |             |             |             |  |
|  | Provincia    | Provincia    | 49                   |                      |           |             |             |             |    |  |             |             |             |  |
|  | Provincia    | Provincia    | 49                   |                      |           |             |             |             |    |  |             |             |             |  |
|  | Cuyo         | Cuyo         | 6                    |                      |           |             |             |             |    |  |             |             |             |  |
|  | Cuyo         | Cuyo         | 6                    |                      | Provincia | Provincia   | 14          |             |    |  |             |             |             |  |
|  |              |              |                      |                      | Provincia | Provincia   | 14          |             |    |  |             |             |             |  |
|  |              |              | Estudiantes (Paraná) | Estudiantes (Paraná) | 6         |             |             |             |    |  |             |             |             |  |
|  |              |              | Estudiantes (Paraná) | Estudiantes (Paraná) | 6         |             |             |             |    |  |             |             |             |  |
|  |              |              |                      |                      |           |             |             |             |    |  |             |             |             |  |
|  |              |              |                      |                      |           |             |             |             |    |  |             |             |             |  |
|  |              |              |                      |                      |           |             | Provincia   | Provincia   | 16 |  |             |             |             |  |
|  |              |              |                      |                      |           |             |             |             | 16 |  |             |             |             |  |
|  |              |              | Capital              | Capital              | 12        |             |             |             |    |  |             |             |             |  |
|  |              |              | Capital              | Capital              | 12        |             |             |             |    |  |             |             |             |  |
|  |              |              |                      |                      |           |             |             |             |    |  |             |             |             |  |
|  |              |              |                      |                      |           |             |             |             |    |  |             |             |             |  |
|  |              | Capital      | Capital              | 12                   |           |             |             |             |    |  |             |             |             |  |
|  |              |              |                      | 12                   |           |             |             |             |    |  |             |             |             |  |
|  |              |              | Litoral              | Litoral              | 3         |             |             |             |    |  |             |             |             |  |
|  | Capital      | Capital      | Litoral              | Litoral              | 3         | 22          |             |             |    |  |             |             |             |  |
|  | Capital      | Capital      |                      |                      |           |             |             |             |    |  |             |             |             |  |
|  | Norte        | Norte        | 3                    |                      |           |             |             |             |    |  |             |             |             |  |
|  | Norte        | Norte        | 3                    |                      |           |             |             |             |    |  |             |             |             |  |
|  |              |              |                      |                      |           |             |             |             |    |  |             |             |             |  |

### Primera Fase
| 17 de julio | Provincia | 49 - 6  | Cuyo | Club Atlético San Isidro, San Isidro |                    |
|             |           | Reporte |      | Árbitro(s): A. Ker                   | Árbitro(s): A. Ker |

| 17 de julio | Capital | 22 - 3  | Norte | Club Atlético San Isidro, San Isidro |                           |
|             |         | Reporte |       | Árbitro(s): P. L. Sormani            | Árbitro(s): P. L. Sormani |

### Semifinales
| 24 de julio | Provincia | 14 - 6  | Estudiantes (Paraná) | Club Atlético San Isidro, San Isidro |                            |
|             |           | Reporte |                      | Árbitro(s): C. de Elizalde           | Árbitro(s): C. de Elizalde |

| 24 de julio | Capital | 12 - 3  | Litoral | Club Atlético San Isidro, San Isidro |                              |
|             |         | Reporte |         | Árbitro(s): F. Domínguez Moy         | Árbitro(s): F. Domínguez Moy |

### Final
| 31 de julio | Provincia | 16 - 12 | Capital | Club Atlético San Isidro, San Isidro |                             |
|             |           | Reporte |         | Árbitro(s): E. J. Stanfield          | Árbitro(s): E. J. Stanfield |

| Bandera de la Provincia de Buenos Aires |
| Provincia Campeón                       |
| Cuarto título                           |